# Angelika Schorer
Angelika Schorer (* 12. August 1958 in Kaufbeuren) ist eine deutsche Politikerin der CSU, Bäuerin und Unternehmerin. Sie war von 2003 bis 2023 Abgeordnete im Bayerischen Landtag für den Stimmkreis Marktoberdorf. Seit Dezember 2021 ist sie Präsidentin des Bayerischen Roten Kreuzes, dem größten Landesverband des Deutschen Roten Kreuzes e. V.

## Familie
Sie ist verheiratet, hat vier Kinder und wohnt in Beckstetten (Ortsteil von Jengen). Sie ist römisch-katholischer Konfession.

## Ausbildung und Beruf
Nach Erlangen der Mittleren Reife machte Schorer eine Lehre als Bankkauffrau und war von 1975 bis 1982 als Angestellte der Kreis- und Stadtsparkasse Kaufbeuren tätig. Seit 1981 ist sie Landwirtin in einem Vollerwerbs- und Ausbildungsbetrieb mit Schwerpunkt Milchviehhaltung und einem seit 1990 aufgebauten Forstbetrieb.

## Politik

### Partei
1995 trat Schorer in die CSU ein und arbeitete in mehreren Arbeitsgemeinschaften der Partei mit. Sie wurde stellvertretende Kreis- und Ortsvorsitzende der CSU, Kreisvorsitzende der Frauen-Union sowie Kreis- und Bezirksvorsitzende der CSU-Arbeitsgruppe Landwirtschaft (AGL). Von 2009 bis 2023 war sie CSU-Kreisvorsitzende. Bis Oktober 2019 war sie Landesschatzmeisterin der CSU.

### Kommunale Funktionen
Schorer ist Kreisrätin und stellvertretende Landrätin des Landkreises Ostallgäu. Sie war Gemeinderätin in Jengen.

### Landtag
Im Oktober 2003 wurde sie im Stimmkreis Marktoberdorf mit 61,94 % Erststimmenanteil in den Bayerischen Landtag (15. Wahlperiode) gewählt. Sie war Mitglied der Ausschüsse für „Kommunale Fragen und Innere Sicherheit“ und für „Soziales, Familie und Arbeit“. Seit 2013 ist sie Vorsitzende des Ausschusses für Ernährung, Landwirtschaft und Forsten sowie Schriftführerin des Präsidiums (17. Wahlperiode). Ihre politischen Schwerpunkte lagen nach eigener Aussage in den Bereichen Wirtschaft, Tourismus, Landwirtschaft sowie Jugend und Familie. In der 18. Wahlperiode war Schorer Mitglied des Ausschusses für Wohnen, Bau und Verkehr im Bayerischen Landtag. Zur Landtagswahl 2023 trat sie nicht erneut an.

## Sonstige Ämter und Mitgliedschaften
Angelika Schorer ist Mitglied in mehreren kulturellen und karitativen Organisationen und Vorsitzende des Bezirksverbandes Schwaben des Bayerischen Roten Kreuzes. Mit der Wahl, im Rahmen, der 40. BRK-Landesversammlung wurde sie am 4. Dezember 2021 zur Präsidentin des Bayerischen Roten Kreuzes gewählt. Mitglied im Landesgesundheitsrat Bayern, Geschäftsführerin einer landwirtschaftlichen Selbsthilfeorganisation, sowie ehrenamtliche 1. Vorsitzende der Bäuerlichen Familienberatung e. V. (BFB) in der Diözese Augsburg.
Von 2009 bis 2013 war Schorer stellvertretende Vorsitzende der Arbeitsgruppe Frauen der CSU-Fraktion im Bayerischen Landtag.

## Auszeichnungen
2018 erhielt sie den Bayerischen Verdienstorden.
Am 2. Dezember 2022 erhielt sie aus der Hand von Landtagspräsidentin Ilse Aigner den Bayerischen Verfassungsorden.